# Vienenburg
Vienenburg é uma cidade da Alemanha localizada no distrito de Goslar, estado de Baixa Saxônia.